# Synagoge (Schweppenhausen)
Die Synagoge in Schweppenhausen wurde 1863 in der Schwabenstraße 4a errichtet. Sie wurde im Oktober 1938 von der jüdischen Gemeinde an einen Privatmann verkauft. Dieser baute die Synagoge zu einer Scheune um, die noch heute als Lager genutzt wird. Das Gebäude der ehemaligen Synagoge steht heute unter Denkmalschutz.

## Synagoge
1860 brannte die erste in Schweppenhausen existierende Synagoge ab. Im Jahr 1862/63 wurde eine neue, durch Spenden finanzierte, Synagoge in der Schwabenstraße 4a errichtet. Die Einweihung fand 1863 statt. Die Synagoge beherbergte auch die Wohnung für den Lehrer und einen Schulsaal, die beide durch einen getrennten Eingang erreichbar waren. Das 7 Meter × 9 Meter große Gebäude hatte an den Längsseiten je zwei Rundbogenfenster. Über dem auf der Südseite gelegenen Eingang befand sich ein Ornamentfenster. Schulsaal und Lehrerwohnung befanden sich im westlichen Gebäudeteil. Nachdem das für die Durchführung eines Gottesdienstes benötigte Minjan nach 1933 nicht mehr erreicht wurde, verkaufte die jüdische Gemeinde im Oktober 1938 das Gebäude für 2500 RM an einen Privatmann. Dieser baute die Synagoge zu einer Scheune um, die noch heute als Lager genutzt wird. Das Gebäude steht heute unter Denkmalschutz.

## Jüdische Gemeinde Schweppenhausen
Die jüdische Gemeinde entstand im 18. Jahrhundert. Bis in das erste Drittel des 19. Jahrhunderts stieg die Zahl der Gemeindemitglieder an und erreichte 1827 ihren höchsten Stand. Die Gemeinde verfügte über eine Religionsschule. Zeitweise war ein eigener Religionslehrer angestellt. Die Verstorbenen wurden auf dem jüdischen Friedhof in Schweppenhausen beigesetzt. Ab 1827 ging die Zahl der Gemeindemitglieder immer mehr zurück. Ab 1933, nach der Machtergreifung Adolf Hitlers, wurden die jüdischen Einwohner immer mehr entrechtet. Zudem kam es immer wieder zu antijüdischen Aktionen. Dies hatte zur Folge, dass weitere jüdische Einwohner Schweppenhausen verließen. Nachdem keine Gottesdienst mehr abgehalten werden konnten, da das benötigte Minjan nicht mehr erreicht wurde, besuchten die jüdischen Einwohner die Synagoge in Seibersbach. Die letzten jüdischen Einwohner wurden 1942 deportiert.

### Entwicklung der jüdischen Einwohnerzahl
| Jahr | Juden | Jüdische Familien | Bemerkung                                      |
| ---- | ----- | ----------------- | ---------------------------------------------- |
| 1808 | 52    |                   | 12 Prozent der Einwohner von Schweppenhausen   |
| 1827 | 72    |                   |                                                |
| 1858 | 63    |                   | 10 Prozent der Bevölkerung von Schweppenhausen |
| 1895 | 35    |                   |                                                |
| 1925 | 19    |                   |                                                |
| 1933 | 10    |                   |                                                |
| 1939 | 6     |                   |                                                |

Quelle: alemannia-judaica.de; jüdische-gemeinden.de
Das Gedenkbuch – Opfer der Verfolgung der Juden unter der nationalsozialistischen Gewaltherrschaft 1933–1945 und die Zentrale Datenbank der Namen der Holocaustopfer von Yad Vashem führen 17 Mitglieder der jüdischen Gemeinschaft Schweppenhausen (die dort geboren wurden oder zeitweise lebten) auf, die während der Zeit des Nationalsozialismus ermordet wurden.